# Danmarks Adels Aarbog
Danmarks Adels Aarbog (DAA) er udkommet siden 1884 og udgives af Dansk Adelsforening. Der er lidt over 100  bind. I de senere år er Aarbogen udkommet hvert tredje år. 
Dens største del er præsenslisten, en oversigt over nulevende medlemmer af de ca. 180 tilbageværende adelsslægter.  Dertil et vekslende antal samlede stamtavler, som i alt dækker mere end 750 danske adelsslægter inkl. nogle norske. Dertil rettelser og tilføjelser til stamtavlerne. Og et register over stamtavler og rettelser.
Fra den første udgivelse i 1884 og frem til 1917 stod Anders Thiset (stamtavlerne) og H.R. Hiort-Lorenzen (præsenslisten) for redaktionen. Derefter tog Louis Bobé over, sammen med G.O.A. von Irgens-Bergh (i 10 år), V.J. Teisen (ca. 10 år), W. Haxthausen (ca. 3 år) og Albert Fabritius (ca. 10 år), hvorefter Fabritius selv tog over i nogle år. 
De afbildede kolorerede våben i årgangene 1884-1917 er udført af Anders Thiset. I slutningen af  1920'erne findes stadig en del efterladte våben tegnet af Thiset, mens de øvrige våben er udført (ukoloreret) af en heraldiker med initialerne C.J.B. Fra og med 1922-årgangen er C.J.B.'s våben enerådende. I 1927 blev Friedrich Britze knyttet til årbogen, og han har tegnet de våben, der ses fra 1927 til 1956. Hans søn Johannes Britze har leveret enkelte våben i 1940'erne og 1950'erne. Den næste heraldiker var kongelig våbenmaler Aage Wulff, som døde i 2003. Årbogens nuværende våbenskjolde og kroner er tegnet af kongelig våbenmaler, heraldiker Ronny Andersen. Kun Anders Thisets produktion er ikke længere underlagt ophavsret.
Dansk Adelsforening og Slægtsforskernes Bibliotek har indgået aftale om digitalisering af Danmarks Adels Aarbog, således at der er adgang til dens bind på bibliotekets side.